# Roger Livesey
Roger Livesey (25 de juny de 1906 - 4 de febrer de 1976) va ser un actor teatral i cinematogràfic gal·lès.

## Biografia
Els seus pares eren Joseph Livesey i Mary Catherine Edwards. Va néixer a Y Barri, Sud de Gal·les, i va ser educat a la Westminster City School de Londres. Els seus dos germanastres també eren actors. La seva primera actuació en el teatre va ser en l'obra Loyalties, al teatre de St. James, en 1917. Posteriorment va actuar en tota mena d'obres, des de Shakespeare a les comèdies modernes. Va interpretar diversos papers en el teatre del West End (la principal xarxa teatral de Londres) entre 1920 i 1926, va fer gires pel Mar Carib i per Sud-àfrica, i després va tornar per a unir-se a la companyia teatral del Old Vic/Sadler's Wells entre setembre de 1932 i maig de 1934. En 1936, va actuar a Nova York en la vella comèdia anglesa The Country Wife, i es va casar amb l'actriu Ursula Jeans, a qui havia conegut prèviament a Anglaterra (Peggy, germana de Livesey, ja estava casada amb Desmond Jeans, el germà d'Ursula).
Amb l'inici de la Segona Guerra Mundial, Livesey i Jeans van ser uns dels primers voluntaris per a entretenir a les tropes, abans que ell es presentés voluntari per a volar a la R.A.F. Va ser rebutjat a causa de la seva edat, per la qual cosa va treballar en una fàbrica d'avions a l'aeròdrom de Desford, prop de Leicester, a fi de contribuir a l'esforç de guerra.
Va ser triat per Michael Powell per al paper principal de The Life and Death of Colonel Blimp (Coronel Blimp) (1943). Aquesta pel·lícula es va exhibir en Nova York, i va consolidar la seva reputació internacional com a actor de caràcter de talent. Se'l recorda sobretot per aquesta i per altres dues pel·lícules que Michael Powell també va realitzar al costat d'Emeric Pressburger: I Know Where I'm Going! i A Matter of Life and Death (A vida o mort).
En 1945 va ser en principi triat per al paper principal de Brief Encounter (Breu encontre), encara que finalment el va interpretar Trevor Howard.
Va continuar interpretant molts papers teatrals durant la seva carrera cinematogràfica fins a 1969. Un dels últims va ser el del duc de St Bungey en la sèrie televisiva The Pallisers. El 1960 va compartir la Conquilla de Plata al millor actor del Festival Internacional de Cinema de Sant Sebastià 1960 amb la resta de protagonistes de la pel·lícula Objectiu: Banc d'Anglaterra.

## Família Livesey
L'estructura de la família Livesey és una mica complicada i mereix una nota especial.
Joseph Livesey i Sam Livesey eren germans, i es van casar amb dues germanes. Sam ho va fer amb Margaret Ann Edwards en 1900 i Joseph amb Mary Catherine Edwards en 1905. Sam i Margaret Ann van tenir dos fills, Jack Livesey i Barrie Livesey. Joseph i Mary Catherine van tenir també dos fills, Roger i Maggie. Joseph va morir en 1911 i Margaret Ann ho va fer en 1913. Per aquest motiu, Sam va poder casar-se posteriorment amb Mary Catherine, formant una família amb quatre nens, als quals van sumar una filla, Stella, que van tenir ells dues en 1915. Part de la família va formar una companyia d'actors, treballant en teatres regionals o des de la part posterior d'una vella carreta, que es convertia en escenari.
Livesey va morir per un càncer colorectal als 69 anys.

## Filmografia
- The Four Feathers (1921) - Harry Faversham - child
- Where the Rainbow Ends (1921) - Cubby the Lion Cub (uncredited)
- Married Love (1923) - Henry Burrows
- East Lynne on the Western Front (1931) - Sandy
- A Cuckoo in the Nest (1933) - Alfred
- The Veteran of Waterloo (1933) - Sergeant MacDonald
- Blind Justice (1934) - Gilbert Jackson
- Lorna Doone (1934) - Tom Faggus
- The Price of Wisdom (1935) - Peter North
- Midshipman Easy (1935) - Captain Wilson
- Rembrandt (1936) - Beggar Saul
- Rebel·lió a l'Índia (The Drum) (1938) - Capt. Carruthers
- The Rebel Son (1938) - Peter Bulba
- Keep Smiling (1938) - Bert Wattle
- Spies of the Air (1940) - Charles Houghton
- Girl in the News (1940) - Bill Mather
- Coronel Blimp (1943) - Clive Candy
- Sé el que vull (1945) - Torquil MacNeil
- A vida o mort (1946) - Doctor Frank Reeves
- Vice Versa (1948) - Paul Bultitude / Dick Bultitude
- That Dangerous Age (1949) - Sir Brian Brooke
- Green Grow the Rushes (1951) - Capt. Cedric Biddle
- El senyor de Ballantrae (1953) - Col. Francis Burke
- The Intimate Stranger (1956) - Ben Case
- The Stowaway (1958) - Major Owens
- Es geschah am hellichten Tag (1958) - Professor Manz (veu en la versió anglesa)
- Objectiu: Banc d'Anglaterra (1960) - Mycroft
- Upgreen - And at Em (1960)
- The Entertainer (1960) - Billy Rice
- By Invitation Only (1961, TV Movie) - Phillip Gordon-Davies
- No My Darling Daughter (1961) - General Henry Barclay
- Servitud humana (1964) - Thorpe Athelny
- The Amorous Adventures of Moll Flanders (1965) - Drunken Parson
- Oedipus the King (1968) - Shepherd
- Hamlet (1969) - First Player / Gravedigger
- Futtocks End (1970) - The Artist